# 37 Armia Powietrzna
37 Armia Powietrzna Przeznaczenia Strategicznego Najwyższego Głównego Dowództwa (ros. 37-я воздушная армия Верховного Главного командования стратегического назначения) – związek operacyjny Sił Zbrojnych Federacji Rosyjskiej.

## Formowanie i zmiany organizacyjne
W wyniku restrukturyzacji Sił Zbrojnych Federacji Rosyjskiej, w 1994 rozformowano wszystkie  armie Lotnictwa Dalekiego Zasięgu, a poszczególne dywizje  podporządkowano bezpośrednio dowództwu LDZ.
W 1998 lotnictwo dalekiego zasięgu Rosji ponownie poddane zostało restrukturyzacji. W wyniku połączenia sił powietrznych i wojsk obrony powietrznej reaktywowano 37 Armię LDZ. Armia podporządkowana została bezpośrednio Naczelnemu Dowództwu Sił Zbrojnych Rosji.

W 2001 roku 37 Armia  pozostawała podzielona na dwie grupy: wschodnią stanowiła 326 Dywizja LDZ w bazie lotniczej Ukrainka, a zachodnią stanowiła 22 Dywizja LDZ  w bazie lotniczej Engels. Denuklearyzacja Kazachstanu i Ukrainy zakończyła etap reorganizacji oraz konsolidacji potencjału 37 Armii LDZ..
W lipcu 2009 roku na uzbrojeniu 37 Armii Powietrznej znajdowało się 76 bombowców strategicznych dwóch typów (TU-95 i TU-160) , zdolnych do przeniesienia 856 pocisków dalekiego zasięgu.

W 2009, na bazie dowództwa 37 Armii Powietrznej, utworzono Dowództwo Lotnictwa Dalekiego Zasięgu.
| Potencjał lotnictwa strategicznego Rosji w 2009 | Potencjał lotnictwa strategicznego Rosji w 2009 | Potencjał lotnictwa strategicznego Rosji w 2009 | Potencjał lotnictwa strategicznego Rosji w 2009 |
| Samolot                                         | Liczba samolotów                                | Typ pocisku                                     | Razem                                           |
| ----------------------------------------------- | ----------------------------------------------- | ----------------------------------------------- | ----------------------------------------------- |
| ТU-95МС6                                        | 32                                              | 6 x AS-15A                                      | 192                                             |
| ТU-95МС16                                       | 31                                              | 16 x AS-15A                                     | 496                                             |
| ТU-160                                          | 13                                              | 12 x AS-15A                                     |                                                 |
| Razem                                           | 76                                              |                                                 | 844                                             |

## Struktura organizacyjna
W 1990–1991 (ZSRR)
- dowództwo – Moskwa[7]
- 106 Dywizja Lotnictwa Bombowego im. 60-lecia ZSRR – Kijów
- 201 Dywizja Lotnictwa Bombowego – Engels

W 2008 (odtworzona)
- dowództwo – Moskwa
- 22 Gwardyjska Donbaska Dywizja Lotnictwa Bombowego – Engels
- 326 Tarnopolska Dywizja Lotnictwa Bombowego – Baza „Ukrainka” (okolice Biełogorska)
- 43 Centrum Szkolenia Bojowego – Riazań
  - 49 instruktorski pułk lotnictwa bombowego
  - 203 Orłowski pułk lotnictwa tankowania w powietrzu

Poza tym 37 Armii podlegają cztery dywizje ciężkich bombowców TU-22M3.